# Rudolph de Landas Berghes

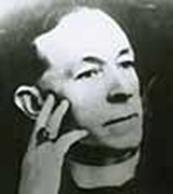
Bischof Rudolph de Landas Berghes

Rudolph Francis Edward St. Patrick Alphonsus Ghislain von Gramont, Hamilton von Lothringen-Brabant, Fürst von Landas Berghes und von Rache, Herzog von St. Winock (* 1. November 1873 in Neapel; † 17. November 1920 in Villanova, Pennsylvania) war ein österreichischer Adliger und altkatholischer Bischof, der in den USA residierte.

## Leben
Rudolph wurde am 1. November 1873 in Neapel geboren und besuchte in seiner Jugend das Eton College sowie die University of Cambridge und die Universität Paris und Université Libre de Bruxelles. Er absolvierte erfolgreich Kurse in Recht, Theologie und Militärtaktik. Er diente danach zehn Jahre lang als Captain in der British Army und war an der Bekämpfung des „Mahdi-Aufstandes“ beteiligt.
Nachdem er im Rang eines Lieutenant Colonel die Armee verlassen hatte, trat er in die Anglikanische Kirche ein und wurde dann Mitglied der Altkatholischen Kirche. Am 29. Juni 1913 wurde er durch den altkatholischen Bischof von Großbritannien Arnold Harris Mathew zum altkatholischen Missionsbischof für Schottland geweiht. Mit Ausbruch des Ersten Weltkrieges wurde er als Bürger von Österreich-Ungarn in Großbritannien zur feindlichen Person und sollte bis zum Ende des Krieges interniert werden. Aufgrund seiner ausgezeichneten Dienste in der British Army und mit Rücksicht auf seine Verwandtschaft zu vielen regierenden Adelshäusern wurde ihm allerdings im September 1914 die Ausreise in die USA gestattet.
Am 7. November 1914 erreichte er die USA und wurde dort Metropolitan-Erzbischof seiner Gruppe, die zwei Bischöfe, 50 Priester und 12.000 Gemeindemitglieder zählte. Er assistierte für die Episkopalkirche der Vereinigten Staaten von Amerika am 12. Januar 1915 in New York City bei der Konsekration von Hiram Richard Hulse zum Episkopalen Missionsbischof für Kuba. Rudolph ließ sich in der St. Dunstan’s Abbey, Waukegan, Illinois nieder. Dort weihte er Abt William Henry Francis Brothers, Carmel Henry Carfora (North American Old Roman Catholic Church) und den ehemaligen Priester der Polish National Catholic Church Stanislaus Mickiewicz 1916 zu Bischöfen.
Am 22. Dezember 1919 trat er aus der Altkatholischen Kirche aus, konvertierte zum römisch-katholischen Glauben und unterwarf sich dem Erzbischof von New York Patrick Joseph Hayes in der Saint Patrick’s Cathedral. Am 13. März 1920 trat er in den Augustinerorden in Villanova, Pennsylvania ein und starb acht Monate später mit 47 Jahren. Beigesetzt wurde er im Community Cemetery in Villanova.